# Brandy (You're a Fine Girl)
Pour les articles homonymes, voir Brandy.
Brandy (You're a Fine Girl) est une chanson de Looking Glass parue le 18 mai 1972, dans leur premier album éponyme. Il a été écrit par le guitariste et co-chanteur de Looking Glass Elliot Lurie.
Le single a atteint le numéro un des palmarès Billboard Hot 100 et Cash Box Top 100, restant en tête pendant une semaine. Il a atteint le numéro deux de l'ancien classement pendant quatre semaines, derrière " Alone Again (Naturally) " de Gilbert O'Sullivan , avant d'atteindre le numéro un, pour ensuite être détrôné par " Alone Again (Naturally) " la semaine suivante. La chanson fut classée au 12e rang chansons de 1972 par Billboard.